# Кодзима (водохранилище)
Кодзима или Кодзима-ко (яп. 児島湖 кодзима-ко, «озеро Кодзима») — водохранилище в Японии на острове Хонсю, на юге префектуры Окаяма, на побережье Внутреннего Японского моря. На юге омывает полуостров Кодзима.
Водохранилище Кодзима имеет площадь 10,9 км² и среднюю глубину 1,8—2,1 м. Объём составляет 26,07 млн м³, полезный объём — 18 млн м³. Средняя глубина составляет 1,8 м, максимальная — 9,0 м. Площадь водосбора водохранилища — 543,6 км², на территории его бассейна проживает 679 тыс. человек (2020), около трети населения префектуры. Время пребывания воды составляет 12 дней. Средняя температура воздуха составляет 16,5°C, среднегодовая норма осадков — 1142,9 мм. В водохранилище впадают реки Сасагасе (яп. 笹ヶ瀬川, длина — 24,8 км, площадь бассейна — 297,5 км²), Курасики (яп. 倉敷川, длина — 13,8 км, площадь бассейна — 154 км²), Камогава (яп. 鴨川, длина — 6,8 км, площадь бассейна — 46,0 км²) и Сеноо (яп. 妹尾川).
В водохранилище произрастают тростник обыкновенный, рогоз, цицания широколистная, рогульник японский; из моллюсков водятся Sinanodonta woodiana и Pronodularia japanensis; из рыб — караси, лобаны и речной угорь; из птиц встречаются кряква, чёрная кряква, серая цапля и лысуха.
Ранее на месте водохранилища располагалась западная часть одноимённого залива.
С расширением сельскохозяйственных угодий стала ощущаться нехватка пресной воды. Для предотвращения проникновения в устья рек солёной воды в 1951—1959 годах западную часть залива отгородили от моря дамбой длиной в 1558 м. Оно сообщается с заливом через шлюз в центральной части дамбы. Шлюз открывают, когда уровень воды в озере превышает 80 см в сезон полива и 50 см в остальное время. Водохранилище снабжает водой для ирригации 5.140 га рисовых полей. В бассейне Кодзима-ко лежит часть территории городов Окаяма и Курасики. Рост населения в данном регионе привёл к загрязнению водохранилища, до 80 % загрязняющих веществ попадают в водохранилище через муниципальные сточные воды.
В 1996 году ХПК воды составляло 10 мг/л, концентрация азота составила 1,8 мг/л; концентрация фосфора — 0,21 мг/л, все параметры превышали дозволенные по Плану сохранения качества воды в озёрах и болотах Японии. Начиная с 1994 года в водохранилище наблюдалось цветение воды, вызванное Microcystis aeruginosa и Anabaena spiroides, а в прилегающих к нему оросительных каналах виновником являлась Euglena sanguinea. С конца 1990-х по середину 2010-х годов наблюдается снижение значений ХПК и концентрации азота.